# Hugo Egon Balder
Hugo Egon Balder (West-Berlijn, 22 maart 1950) is een Duitse tv-presentator, tv-producent, muzikant, acteur en cabaretier.

## Jeugd en opleiding
Hugo Egon Balder is de zoon van Egon Friedrich en de Joodse Gerda Balder-Schure, die samen met haar moeder en zoon Peter het concentratiekamp Theresienstadt overleefde. Balder groeide op in Berlin-Schöneberg. Van zijn vierde tot twaalfde levensjaar kreeg hij pianoles, aansluitend twee jaar drumles. In zijn jeugd was hij drummer bij The Earls. In 1967 behoorde hij tot de oprichters van de band Birth Control, een samenvoegsel van The Earls en The Gents, waar hij eveneens als drummer werkzaam was. Na een kunst- en grafische opleiding bezocht hij van 1973 tot 1976 de privé-toneelschool van Else Bongers in Berlijn.

## Carrière

### Als muzikant en cabaretier
Balder behoorde van 1973 tot 1979 tot het ensemble van het Berlijnse Schillertheater. In 1982 trad hij op in het door Ilja Richter gepresenteerde muziekprogramma Disco met het nummer Schwarzfahren. In 1983 was hij samen met Frank Zander te beluisteren in het programma Vorsicht, Musik, als de stem van de handpop Herr Feldmann. In 1985 vervoegde hij zich bij het ensemble van het Düsseldorfse cabaret Kom(m)ödchen, waar hij samen met Lore Lorenz en Harald Schmidt cabaret maakte. Daarnaast ontpopte hij zich als schlagerzanger met het covernummer Erna kommt van Wolfgang Lippert, dat in november 1984 in de Duitse Airplay-hitlijst binnenkwam (19e plaats). Hij speelde van 1966 tot 1968 bij de krautrockband Birth Control als drummer.

### Als presentator en producer bij RTL
Zijn eerste ervaringen als presentator maakte Balder met verschillende radio-uitzendingen op de 4 fröhlichen Wellen van Radio Luxembourg. Mahlzeit werd de populairste uitzending, waarin hij, dankzij zijn medewerking in talrijke sketches, zijn begintijd bij het cabaret speelde. Zijn partner hierbij was Inga Abel. Vanaf 1984 trad hij ook regelmatig op televisie (RTL) op. Tegelijkertijd presenteerde hij echter ook de Rückshow bij het ZDF. Zijn vroege populariteit vestigde zich vooral door de beide amusementsshows Alles Nichts Oder? met Hella von Sinnen en later door Tutti Frutti met Monique Sluyter, die hij tussen 1990 en 1993 presenteerde. In 1998 presenteerde hij de RTL-zaterdagavondshow Fata Morgana – Die wüste Orientshow. In 2000 presenteerde hij de show Tanzmarathon.
Balder was als producent verantwoordelijk voor April, April (1995, met Frank Elstner, RTL) en RTL Samstag Nacht (1993-1998, met Jacky Dreksler).

### Als regisseur
In 1997 maakte hij zijn debuut als regisseur bij de tv-komedie Silvias Bauch – 2 Männer und (k)ein Baby, met Dolly Dollar, Markus Maria Profitlich, Dorkas Kiefer, Piet Klocke, Helmut Zierl.

### Als presentator en producent bij Sat. 1
Van 2003 tot 2011 presenteerde en produceerde Balder de door Sat.1 uitgezonden komedie-quiz Genial daneben. Van 2003 tot 2009 was hij ook de presentator van de chart- en muziekshow Die Hitgiganten. In september 2007 presenteerde hij de show Volltreffer! Schiffe versenken XXL. Samen met Hella von Sinnen presenteerde hij de spelshows Promi ärgere dich nicht, Jetzt wird eingelocht, Jetzt wird eingeseift en Jetzt geht's auf den Rummel.
Als producent was hij samen met Jacky Dreksler verantwoordelijk voor twee op Sat.1 uitgezonden afleveringen van Taratata (2004) en de komedie-uitzending Talk im Studio (later: Der heiße Brei). In 2008 presenteerde hij de musical-casting-show Ich Tarzan du Jane en het programma Wer zuletzt lacht …?, een nabeschouwing over het jaar 2008. Met Dirk Bach presenteerde hij in april 2009 het programma Happy Birthday Hella (von Sinnen), ter gelegenheid van haar 50e verjaardag. Sinds maart 2017 zendt Sat.1 weer nieuwe afleveringen uit van Genial daneben en Balder is weer presentator.

### Als radiopresentator
In januari 2013 presenteerde Balder de eerste uitzending bij Radioeins in het kader van de radioreeks Die Rückkehr der Radiolegenden.

### Als luisterboek-spreker
Balder sprak de luisterboeken Die Bibel nach Biff (Christopher Moore), Treibstoff (James Robert Baker) en Kein Applaus für Podmanitzki (Ephraim Kishon) in.

### Als acteur
Balder is verder als acteur werkzaam. In 2003/2004 werkte hij mee in meerdere afleveringen van de tv-serie Chili TV, verder was hij in de Sat.1-boulevard-komedie Ewig rauschen die Gelder en in enkele afleveringen van de serie Pastewka te zien, waarin hij zichzelf speelde. In 1992 speelde hij in de Tatort-aflevering Camerone en in 2009 in de aflevering Borowski und die Sterne mee. In 2012 speelde hij een grotere rol van een moordenaar in de aflevering Frischfleisch van de ZDF-serie Wilsberg. Sinds 2010 is hij te zien in een hoofdrol van het theaterstuk Sei Lieb zu meiner Frau, dat onder andere werd/wordt opgevoerd in Düsseldorf, Berlijn en Keulen. In 2013 speelde hij een hoofdrol in de komedie Nordlicht über Bollerbach in het Chiemgauer Volkstheater. Begin 2015 was hij te zien in een aflevering van de ZDF-serie Bettys Diagnose. Tijdens het seizoen 2014/2015 speelde hij in het Theater am Dom in Keulen. In 2016 speelde hij in de ARD-serie In aller Freundschaft in de aflevering Spott und Ruhm de rol van de schlagerzanger Frank Butze. In 2017 had hij een gastoptreden in de derde aflevering van de RTL-sitcom Nicht tot zu kriegen.

## Privéleven
In de jaren 1980 trouwde hij voor de eerste maal, daarna aan het begin van de jaren 1990 was hij twee jaar lang getrouwd met een Française en van 1993 tot 1998 met een Keulse. Van 2000 tot 2011 was hij voor de vierde maal getrouwd met de serveerster Meral Canan, waarmee hij een dochter en een zoon had en die hij had leren kennen tijdens de productie van de RTL-comedy-uitzending Samstag Nacht. In 2019 trouwde hij voor de vijfde keer, dit keer met Elena Sumischewskaja.
Sinds 2010 is hij mede-eigenaar van de kroeg Zwick aan het Hamburgse Millerntor, waar van april tot november 2015 Der Klügere kippt nach naar zijn eigen idee werd geproduceerd en live werd uitgezonden door Tele 5. Samen met Hella von Sinnen en Bernhard Hoëcker zet hij zich in voor de Duitse beenmergdonatie-databank en wierf hij in 2009 met een landelijke plakkatenactie voor de donatie van stamcellen.

## Onderscheidingen
- 1994: Bayerischer Fernsehpreis voor RTL Samstag Nacht
- 1994: Löwe von Radio Luxemburg Club-Löwe voor RTL Samstag Nacht
- 1994: Bambi voor RTL Samstag Nacht
- 1994: Goldene Romy voor RTL Samstag Nacht
- 2003: Deutscher Comedypreis Beste comedy-show voor Genial daneben
- 2004: Deutscher Fernsehpreis Beste amusementsprogramma/Beste presentatie amusement voor Genial daneben
- 2005: Goldene Romy voor het beste programma-idee (Genial daneben)
- 2006: Goldene Kamera Beste tv-amusement voor zijn tv-mediale optreden
- 2006: Deutscher Comedypreis Beste comedy-show voor Genial daneben
- 2008: Deutscher Comedypreis Ere-prijs
- 2018: Prix Pantheon

## Discografie

### Singles
- 1973: Isolde; Fischers Fritz fischt frischen Fisch; Maskenball im Hochgebirge; Schmalzer in f
- 1976: Doch wenn du lachst, dann wirst du verlegen; Stanislaus, der Krieg ist aus (als Egon Balder)
- 1979: Wir zieh’n uns aus und spiel'n mit uns'ren Sachen; Da hab' ich ihr 'nen Straps geklaut
- 1976: Elvira, hol' dein Strumpfband ab; Zwei Buletten und eine Gitarre
- 1978: Greenhorn; Romantica (als Wild Egon & His Crazy Piano)
- 1979: Wir zieh'n uns aus; Wuschel-Kuschel-Kätzchen
- 1982: Kurfürstendamm; Lehmann (als Balder)
- 1982: Ach, du weißt ja nicht wie gut dir's geht; Jeder kocht sein eig'nes Süppchen (als „Herr“ Feldmann met Frank Zander)
- 1982: Schwarzfahrn; Top-Job (als Balder)
- 1983: Tanze mit mir in den Morgen; Hammer Jammer (als Balder)
- 1983: Raus aus'm Wohnklo – rein in die Disco; So einfach
- 1984: Erna kommt; Faß mich nicht an (als Balder)
- 1985: Toot Toot; Es geht nicht
- 1986: Ein Eigentor; Ein Eigentor (instrumentaal)
- 1988: Nimm's easy – sei happy (cover van Don't Worry, Be Happy); Streetwalk (als Balder)
- 1990: Itsy Bitsy Teeny Weeny... (Duitse originele remix); Slipnotic (instrumentaal) (midnight-mix), Itsy Bitsy Teeny Weeny … (radio-mix)
- 1991: Single-Ling (Single-Song) (Duitse versie); Single-Ling (Single-Song) (Engelse versie); Single-Ling (Single-Song) (instrumentale versie)

### Albums
- 1976: Elvira, hol' dein Strumpfband ab
- 2010: Ist das schön
- 2015: C'est moi